# Jasmin Repeša

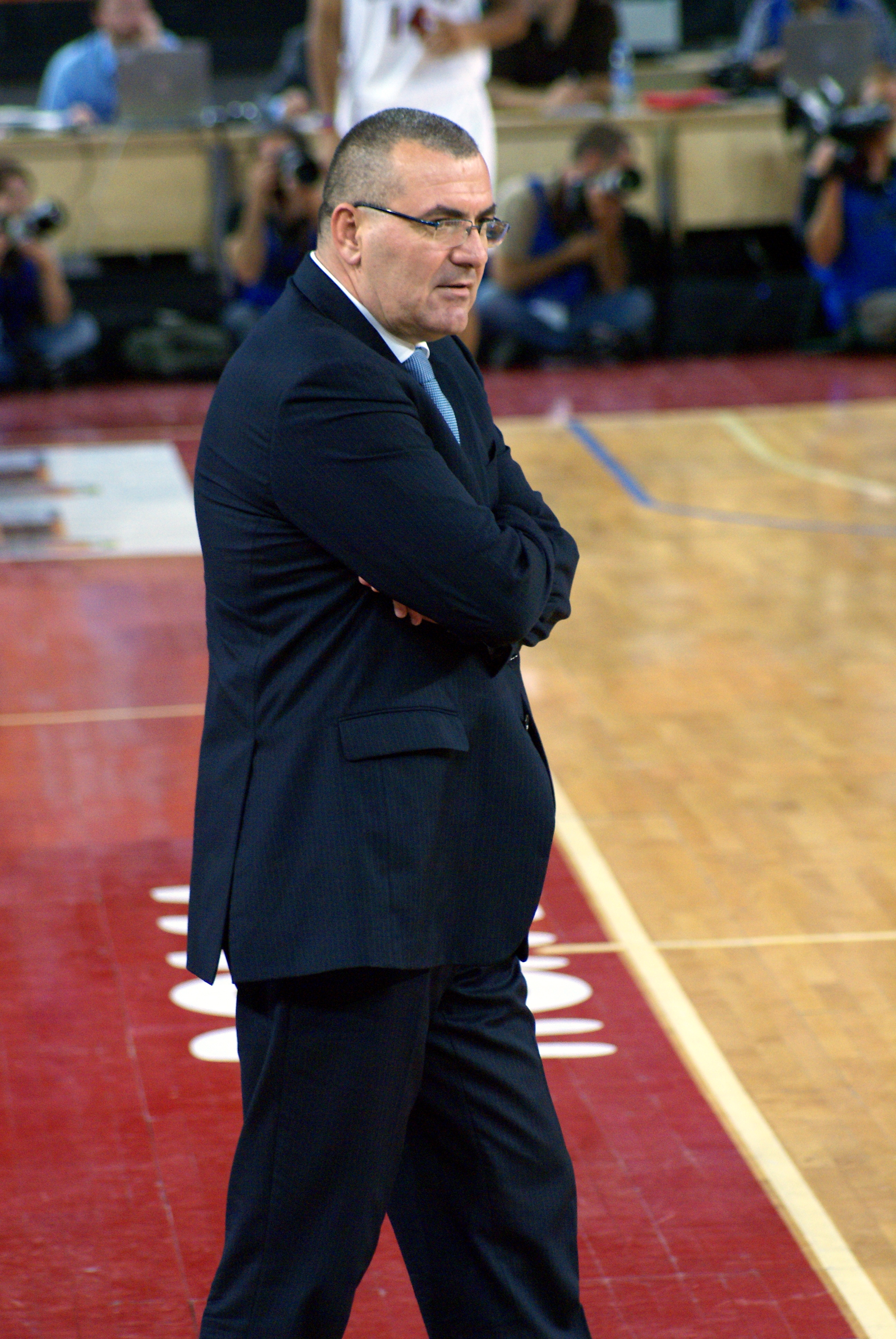
Jasmin Repeša

Jasmin Repeša (* 1. Juni 1961 in Čapljina, Jugoslawien) ist ein bosnisch-kroatischer Basketballtrainer.

## Werdegang
Repeša ist Bosniake. Von seiner Jugend an und bis zum Schluss seiner Sportlerkarriere war er Basketballspieler des bosnisch-herzegowinischen Basketballvereins Borac Čapljina. Dort gehörten Teoman Alibegović und Zoran Savić zu seinen Mannschaftskameraden.
Als Basketballtrainer war er zunächst für die zweite Mannschaft von Cibona Zagreb verantwortlich, von 1995 bis 1997 betreute er dann Cibonas Profimannschaft. In Zagreb förderte er Spieler wie Gordan Giriček und Slaven Rimac. Er wurde mit der Mannschaft zweimal Staatsmeister.
1997 wechselte Repeša in die türkische Basketballliga und wurde Trainer von Tofaş Bursa. Dort blieb er bis zum Jahr 2000. Auch mit Bursa gewann er zwei Meistertitel. Im Jahre 2001 erfolgte eine kurze Trainerstation in der polnischen Liga bei Śląsk Wrocław, jedoch kehrte er kurz darauf in die kroatische Basketballliga zu Cibona Zagreb zurück und blieb dort bis 2002 Vereinstrainer. Erneut führte Repeša Cibona zum Gewinn der Meisterschaft.
Im Jahre 2002 wechselte er in die italienische Basketballliga und war von 2002 an bis 2006 Trainer von Fortitudo Bologna. 2005 wurde er italienischer Meister. 2004 stand Repeša mit der Mannschaft im Endspiel der Euroleague, das gegen Maccabi Tel Aviv verloren wurde. In Bologna entwickelten sich unter seiner Leitung seinerzeit junge Spieler wie Stefano Mancinelli, Marco Belinelli und Erazem Lorbek weiter.
Von 2006 bis Dezember 2008 leitete er die Mannschaft von Lottomatica Roma sowie von Januar 2010 bis Juni 2011 jene von Benetton Treviso. 2016 führte Repeša Olimpia Mailand zum Gewinn der italienischen Meisterschaft, 2016 und 2017 siegte man ebenfalls im Pokalwettbewerb. Im Mai 2021 kündigte er in Pesaro, um zu Fortitudo Bologna zurückzukehren, in der Vorbereitung auf die Saison 2021/22 kam es aber bereits wieder zur Trennung. Im Juni 2022 einigte sich Repeša mit Pesaro auf einen neuen Vertrag, der auf drei Jahre ausgelegt war. Dieser wurde im Juli 2023 vorzeitig beendet.
Im Sommer 2024 wurde er Cheftrainer des ambitionierten italienischen Erstligaaufsteigers Trapani Shark.

### Nationalmannschaft
Repeša war 1995 Assistenztrainer der kroatischen Basketballnationalmannschaft und von Anfang 2006 bis Ende 2009 sowie von 2012 bis 2015 Cheftrainer der Auswahl. Bei der EM 2007 und bei den Olympischen Sommerspielen 2008 erreichte er mit Kroatien jeweils den sechsten Platz. Er hatte 2018 das Amt des Nationaltrainers von Bosnien-Herzegowina inne. Im Sommer 2023 trat Repeša das Amt des Sportlichen Leiters der kroatischen Nationalmannschaft an.

## Stationen als Cheftrainer
- Cibona Zagreb 1995–1997
- Tofaş Bursa 1997–2000
- Śląsk Wrocław 2001
- Cibona Zagreb 2001–2002
- Fortitudo Bologna 2002–2006
- Lottomatica Rom 2006–2008
- Benetton Treviso 2010[3]–2011
- Cibona Zagreb 2011–2012
- CB Málaga 2012–2013
- KK Cedevita 2013–2015
- Olimpia Mailand 2015–2017
- Bosnien-Herzegowina 2018
- KK Budućnost Podgorica 2018–2019
- Victoria Libertas Pesaro 2020–2021
- Fortitudo Bologna 2021
- Victoria Libertas Pesaro 2022–2023
- Trapani Shark seit 2024

## Erfolge als Cheftrainer
- Kroatischer Meister

1995/96, 1996/97, 2001/02, 2011/12 mit Cibona Zagreb; 2013/14, 2014/15 mit KK Cedevita
- Türkischer Meister

1998/99, 1999/00 mit Tofaş Bursa
- Italienischer Meister

2004/05 mit Fortitudo Bologna, 2015/16 mit Olimpia Mailand
- Italienischer Pokalsieger

2016 und 2017 mit Olimpia Mailand
- Kroatischer Pokalsieger

1996, 2002 mit Cibona Zagreb; 2014, 2015 mit KK Cedevita
- Türkischer Pokalsieger

1999/00 mit Tofaş Bursa
- Türkischer Präsidenten-Cup

1999 mit Tofaş Bursa
- Kroatische Nationalmannschaft

Gewinn der Bronzemedaille 1995